# Соломник ніжножовтий
Соломник ніжножовтий (Straminergon stramineum) — вид мохів порядку гіпнобрієвих (Hypnales).

## Поширення
Ареал охоплює такі частини світу: Європа, Північна Америка, Південна Америка, Азія, Нова Зеландія.
Населяє болота, береги, зрошувані скелі; від низьких до високих висот.

## Характеристика
Це рослини середнього розміру від жовто-зеленого до солом'яного кольору, які утворюють невеликі галявини або ростуть поодиноко в насадженнях торф'яного моху. Висхідні або прямовисні стебла зазвичай безгіллясті. Листки нещільно черепичасті чи прямовисні, витягнуті, кінчик листя широко заокруглений і зігнутий у формі капюшона. Пучки червоних ризоїдів часто ростуть із зворотного боку кінчика листя. Проста листкова жилка простягається над серединою листа. Вид дводомний. Плодоносить дуже рідко. Довжина коробочкової ніжки до 5 сантиметрів, спорова коробочка подовжена, циліндрична.